# Кодвал
Кодвал (фр. Caudeval) је насељено место у Француској у региону Лангдок-Русијон, у департману Од.
По подацима из 2011. године у општини је живело 174 становника, а густина насељености је износила 24,2 становника/km².

## Демографија
| 1962. | 1968. | 1975. | 1982. | 1990. | 2011. |
| ----- | ----- | ----- | ----- | ----- | ----- |
| 146   | 136   | 141   | 132   | 144   | 174   |